# Королівська медаль Південної Африки
Королівська медаль Південної Африки (QSA) — військова медаль Великої Британії, встановлена для відзнаки учасників Другої англо-бурської війни у Південній Африці у період між 11 жовтня 1899 та 31 травня 1902 року.

## Класи

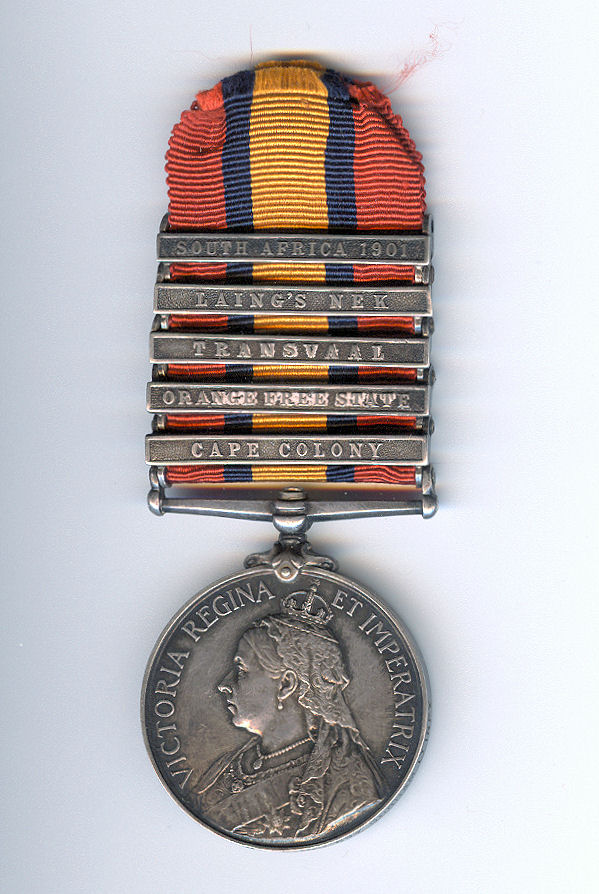
Королівська медаль Південної Африки з означенням того, що її носій має 5 цивільних класів цієї медалі, на стрічці відповідно є 5 барів з назвами кожного класу.

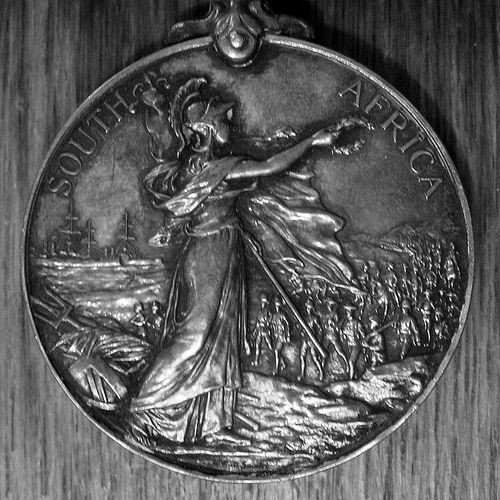
Реверс медалі

Існує двадцять шість різних класів медалі, які відображають різні етапи війни у Південній Африці. «Цивільні» класи нагороди, на відміну від «бойових», вручались тим, хто не брав безпосередньої участі у бойових діях.

### Цивільні класи
- КОЛОНІЯ КЕЙП — 11 жовтня 1899 — 31 травня 1902
- НАТАЛЬ — 11 жовтня 1899 та 11 червня 1900
- РОДЕЗІЯ — 11 жовтня 1899 — 17 травня 1900
- ПОМАРАНЧЕВА ВІЛЬНА ДЕРЖАВА — 28 лютого 1900 — 31 травня 1902
- ТРАНСВААЛЬ — 24 травня 1900 і 31 травня 1902
- ПІВДЕННА АФРИКА 1901 — 1 січня — 31 грудня 1901
- ПІВДЕННА АФРИКА 1902 — 1 січня — 31 травня 1902.

### Бойові класи
- ОБОРОНА МАФЕКІНГА 13 жовтня 1899 — 17 травня 1900
- ОБОРОНА КІМБЕРЛІ 15 жовтня 1899 — 15 лютого 1900
- ТАЛАНА 20 жовтня 1899
- ЕЛАНДС-ЛААТ 21 жовтня 1899
- ОБОРОНА ЛАДІСМІТА 3 листопада 1899 — 28 лютого 1900
- БЕЛМОНТ 23 листопада 1899
- МОДДЕР 28 листопада 1899
- ДРУГА ОБОРОНА ЛАДІСМІТА 15 грудня 1899 — 28 лютого 1900
- ТУГЕЛА ГАЙТС 12-27 лютого 1900
- ДРУГА ОБОРОНА КІМБЕРЛІ 15 лютого 1900
- ПААРДЕБЕРГ 17-26 лютого 1900
- ДРАЙФОНТЕЙН 10 березня 1900
- ВЕПЕНЕР 9-25 квітня 1900
- ДРУГА ОБОРОНА МАФЕКІНГА 17 травня 1900
- ЙОГАННЕСБУРГ 29 травня 1900
- АЛМАЗНЙ ПАГОРБ 11-12 червня 1900
- ВІТТЕБЕРГЕН 1-29 липня 1900
- БЕРГЕНДАЛ 26-27 серпня 1900
- ЛЕЙНС НЕК 12 червня 1900

## Опис
- Кругла срібна медаль діаметром 1.52 дюйми (38,6 мм). На аверсі зображено профіль королеви Вікторії.
- На реверсі зображена Британія із прапором Великої Британії в одній руці й лавровим вінцем в іншій.
- Стрічка має 1.25 дюйми (31.7 мм) завширшки. Кольорові смуги на стрічці чергуються таким чином: червона (5 мм), темно-синя (5 мм), помаранчева в центрі, темно-синя (5 мм), червона (5 мм). На стрічці чіпляли бари (застібки — англ. clasps), на яких була викарбувана назва класу медалі.

## Видатні люди, які були нагороджені цією медаллю
- Вінстон Черчиль
- Девід Брюс
- Дуглас Хейг
- Джон Френч
- Артур Конан Дойл